# Annina von Falkenstein
Annina Elsa Maria von Falkenstein (nascida a 17 de maio de 1996) é uma política suíça nomeada para servir no Grande Conselho de Basel-Stadt para o Partido Liberal-Democrático em 2021. Mais notavelmente, foi retratada pela estação televisiva SRF enquanto frequentava a EHL Hospitality Business School, em Lausanne, em 2017.